# Гронди (Опольське воєводство)
Гронди (пол. Grądy, нім. Perschkenstein) — село в Польщі, у гміні Отмухув Ниського повіту Опольського воєводства.
Населення — 139 осіб (2011).

## Демографія
Демографічна структура станом на 31 березня 2011 року:
|          | Загалом | Допрацездатний вік | Працездатний вік | Постпрацездатний вік |
| -------- | ------- | ------------------ | ---------------- | -------------------- |
| Чоловіки | 75      | 7                  | 59               | 9                    |
| Жінки    | 64      | 7                  | 40               | 17                   |
| Разом    | 139     | 14                 | 99               | 26                   |